# Landgericht Hirschhorn
Das Landgericht Hirschhorn war von 1821 bis 1879 ein Landgericht in der Provinz Starkenburg des Großherzogtums Hessen mit Sitz in Hirschhorn (Neckar).

## Gründung
Ab 1821 trennte das Großherzogtum Hessen auch auf unterer Ebene Rechtsprechung und Verwaltung. Für die Verwaltung wurden Landratsbezirke geschaffen, die erstinstanzliche Rechtsprechung Landgerichten übertragen. 
 Der Landratsbezirk Hirschhorn erhielt die Zuständigkeit für die Verwaltung des gleichzeitig aufgelösten Amtes Hirschhorn, das Landgericht Hirschhorn übernahm die durch das Amt zuvor wahrgenommenen Aufgaben der Rechtsprechung.

## Bezirk
Der Bezirk des Landgerichts Hirschhorn umfasste:
| Gemeinde             | Herkunft               | Zugang | Abgang | Nach                       |
| -------------------- | ---------------------- | ------ | ------ | -------------------------- |
| Darsberg             | Amt Hirschhorn         | 1821   | 1879   | Amtsgericht Hirschhorn     |
| Grein                | Amt Hirschhorn         | 1821   | 1879   | Amtsgericht Hirschhorn     |
| Hainbrunn            | Landgericht Beerfelden | 1853   | 1879   | Amtsgericht Hirschhorn     |
| Hirschhorn (Neckar)  | Amt Hirschhorn         | 1821   | 1879   | Amtsgericht Hirschhorn     |
| Kortelshütte         | Landgericht Beerfelden | 1853   | 1879   | Amtsgericht Hirschhorn     |
| Langenthal           | Amt Hirschhorn         | 1821   | 1879   | Amtsgericht Hirschhorn     |
| Neckarhausen         | Amt Hirschhorn         | 1821   | 1879   | Amtsgericht Hirschhorn     |
| Neckarsteinach       | Amt Hirschhorn         | 1821   | 1879   | Amtsgericht Hirschhorn     |
| Rothenberg           | Landgericht Beerfelden | 1853   | 1879   | Amtsgericht Hirschhorn     |
| Unter-Schönmattenwag | Amt Hirschhorn         | 1821   | 1853   | Landgericht Waldmichelbach |

Das Landgericht Hirschhorn war damit eines der kleinsten im Großherzogtum Hessen. Verursacht war das durch seine Lage ganz im Süden des Großherzogtums Hessen, umgeben von badischem „Ausland“ und der es vom Großherzogtum trennenden Barriere des Odenwalds.

## Weitere Entwicklung
Durch mehrere Verwaltungsreformen, 1832, 1848 und zuletzt 1852 sowie die Abschaffung der standesherrlichen Privilegien in der Revolution von 1848 hatten sich nicht nur die Bezeichnungen der Verwaltungsbezirke, sondern auch deren Grenzen geändert. Um das wieder anzugleichen, revidierte das Großherzogtum 1853 in den Provinzen Starkenburg und Oberhessen umfassend die Zuständigkeitsbereiche der Gerichte. Infolge dieser Neuordnung kamen einige bis dahin zum Landgericht Beerfelden gehörende Gemeinde in die Zuständigkeit des Landgerichts Hirschhorn (siehe: Übersicht), während Unter-Schönmattenwag dem neu errichteten Landgericht Waldmichelbach zugeteilt wurde.

## Ende
Mit dem Gerichtsverfassungsgesetz von 1877 wurden Organisation und Bezeichnungen der Gerichte reichsweit vereinheitlicht. Zum 1. Oktober 1879 hob das Großherzogtum Hessen deshalb die Landgerichte auf. Funktional ersetzt wurden sie durch Amtsgerichte. So ersetzte das Amtsgericht Hirschhorn das Landgericht Hirschhorn. „Landgerichte“ nannten sich nun die den Amtsgerichten direkt übergeordneten Obergerichte. Das Amtsgericht Hirschhorn wurde dem Bezirk des Landgerichts Darmstadt zugeordnet.

## Richter
- 1821–1824 Georg Ludwig Ferdinand Preuschen[5]
- 1824–1826 Carl Ludwig Weiß[6]
- 1828–1830 Carl Ludwig Friedrich Reh[7]
- 1830–1832 Johann Daniel Leberecht Langsdorf[8]
- 1832–1843 Johann Georg Heinzerling[9]
- 1843–1851 Ferdinand Melsheimer[10]
- 1851–1853 Ernst Philipp Alexander Wiener[11]
- 1853–1855 Friedrich Julius Harbordt[12]
- 1855–1856 Johann Joseph Gutfleisch[13]
- 1857–1872 Jacob Casimir Wilhelm Müller[14]
- 1872–1874 Otto Pistor[15]
- 1875–1879 Philipp Becker[16]